# Turgut Reis
Admirál Turgut Reis alias Dragut (1485 – 23. června 1565, Malta) byl osmanský pirát, korzár a admirál řeckého původu, žák Sinana Paši a Chajruddína Barbarossy.
Byl jedním z nejobávanějších námořních velitelů osmanské říše a nesmírně se zasloužil o značné rozšíření tureckých držav na africkém pobřeží v západním Středomoří. Sultán Sulejman I. ho poctil mnoha významnými tituly a úřady, mimo jiné byl admirálem (reis) osmanského loďstva, pašou Tripolisu a bejlerbejem Bílého moře.
Aktivním a schopným velitelem zůstával i v důchodovém věku. Zemřel v důsledku smrtelných zranění, které utrpěl za bojů o pevnost St. Elmo za velkého obléhání Malty.

## Smrt u St. Elmo

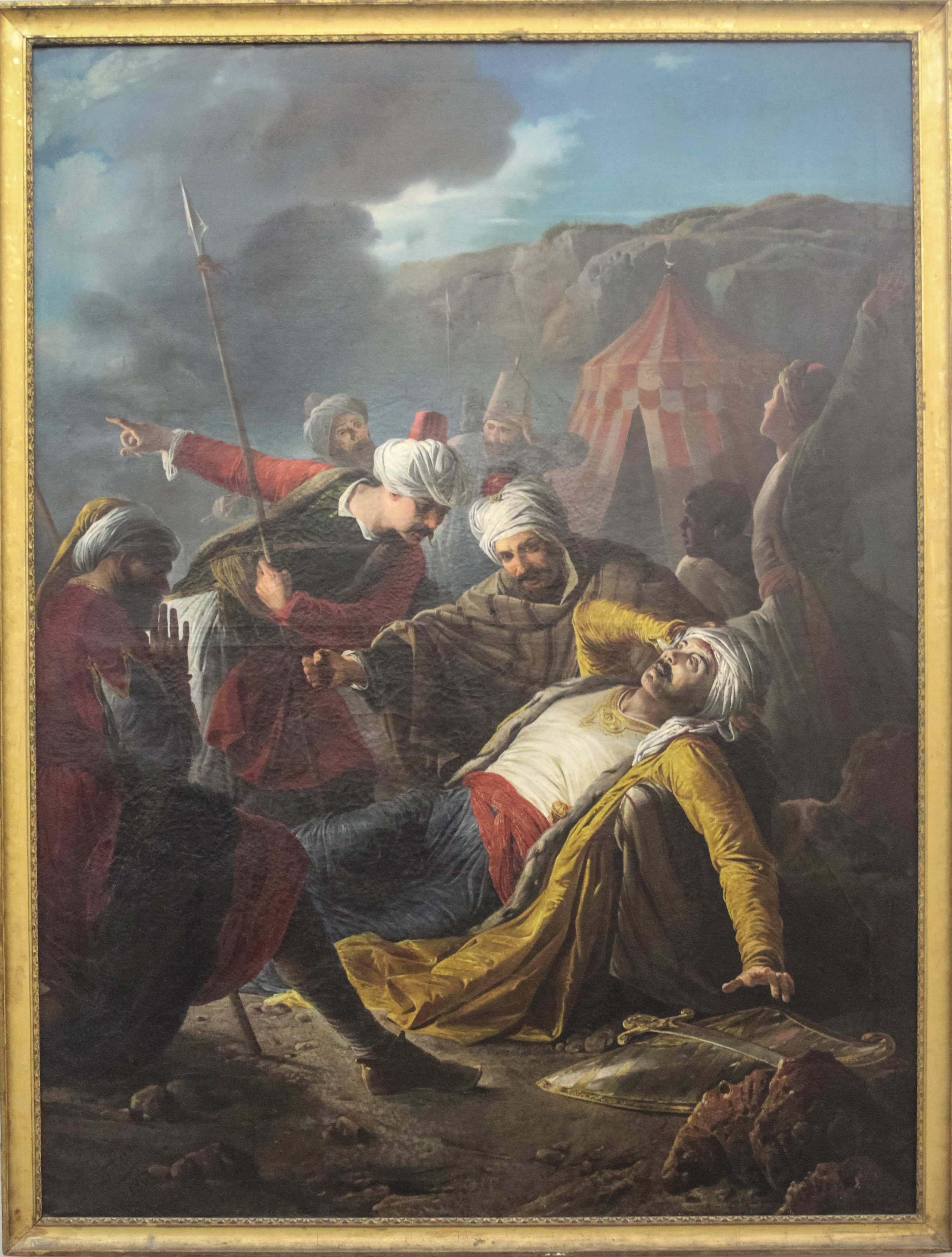
"Smrt Draguta" podle Caliho

Turgut Reis byl 17. června smrtelně raněn – zasažen do hlavy úlomky skály uvolněnými dělostřelbou, když vedl zaměřování nové dělostřelecké baterie proti pevnosti St. Elmo. Soudobé zdroje se nemohou shodnout na původu těchto úlomků, podle jedněch ho dostali řádoví dělostřelci z pevnosti St. Angelo, podle jiných ho ale zabila vlastní chyba, když nechal hlavně své baterie sklonit příliš nízko a její salva zasáhla skálu pod ní. Zemřel 23. června, jen pár desítek minut poté, co pevnost St. Elmo i díky jeho velkému přispění padla.